# 95024 Ericaellingson
95024 Ericaellingson este un asteroid din centura principală de asteroizi.

## Descriere
95024 Ericaellingson este un asteroid din centura principală de asteroizi. A fost descoperit pe 8 ianuarie 2002 la Cima Ekar în cadrul programului Asiago-DLR Asteroid Survey. Asteroidul prezintă o orbită caracterizată de o semiaxă mare de 2,35 ua, o excentricitate de 0,05 și o înclinație de 8,3° în raport cu ecliptica.